# Göteborgs Jazzfestival
Göteborgs Jazzfestival eller Göteborg Jazz Festival var en årlig musikfestival som ägde rum 1988–2013 med i huvudsak tradjazz på programmet. Ett 25-tal jazzband spelade på flera restauranger och i en kyrka under tre dygn. 